# Eugênio Izecksohn
Eugênio Izecksohn (* 14. Mai 1932 in Rio de Janeiro; † 3. Juni 2013 ebenda) war ein brasilianischer Zoologe, der sich vornehmlich mit der Herpetologie befasste.

## Leben
Izecksohn kam als Sohn von Isaac Izecksohn und Annita Davidovisch Izecksohn im Stadtteil Tijuca in Rio de Janeiro zur Welt. Sein Vater war Arzt, Historiker und Stadtrat. Izecksohn erlangte 1953 seinen Abschluss in Agronomie an der Escola Nacional de Agronomia (ENA) der damaligen Universidade Rural do Brasil, heute die Universidade Federal Rural do Rio de Janeiro (UFRRJ). Ab 1954 lehrte er am Biologischen Institut der UFRRJ bis zu seiner Pensionierung im Jahr 1992 in den Studiengängen Agronomie und Agrarzoologie sowie später in den Studiengängen Biowissenschaften, Allgemeine Zoologie und Wirbeltierzoologie. Ab 1957 baute er an dieser Universität ein Forschungszentrum für die brasilianische Amphibienfauna auf, insbesondere für die der Mata Atlântica, und begründete damit einen bedeutenden Zweig der Amphibienforschung in Brasilien. Im Januar 1959 heiratete er Fanny Stratievsky, mit der er drei Kinder hatte.
Izecksohn bekleidete eine Reihe von Führungspositionen, darunter die des Leiters der Abteilung für Tierbiologie und des Koordinators des Studiengangs Biowissenschaften, an dessen Einrichtung er beteiligt war. 1976 promovierte er zum Doktor und erhielt seine ordentliche Professur für Zoologie an der UFRRJ.
Izecksohn verfasste 44 wissenschaftliche Artikel, darunter die Erstbeschreibungen von zwei Froschlurchgattungen und 27 Arten sowie von vier Insektenarten. Aufgrund seiner zeichnerischen und fotografischen Fähigkeiten war er der Hauptillustrator nahezu aller seiner Veröffentlichungen.
Sein erster wissenschaftlicher Artikel aus dem Jahr 1959 enthält die Erstbeschreibung der Laubfroschart Hyla truncata aus der Baixada Fluminense im Bundesstaat Rio de Janeiro. 1998 schuf er für diese Art die Gattung Xenohyla. Im selben Jahr beschrieb der Herpetologe Ulisses Caramaschi mit Xenohyla eugenioi eine zweite Art in dieser Gattung und benannte sie nach Izecksohn.
1971 veröffentlichte Izecksohn die Erstbeschreibung zu Psyllophryne didactyla. Das erste Exemplar fing er 1965 in Tinguá in der Nähe der Gemeinde Nova Iguaçu. 1969 kamen weitere Exemplare hinzu, die er in den Bergen im Distrikt Sacra Família de Tinguá in der Nähe der Gemeinde Engenheiro Paulo de Frontin gesammelt hatte. Für diese Art schuf er auch die neue Gattung Psyllophryne, da sie sich von den anderen Arten aus der Familie der Sattelkröten (Brachycephalidae) unterschied. 2002 wurde die brasilianische Sattelkröte von der Herpetologin Melissa Kaplan in die Gattung Brachycephalus gestellt. Diese Art misst nur 8,6 mm bis 10,2 mm und passt auf eine Münze. Sie galt lange Zeit als kleinste Amphibie der Welt. Im Jahr 2013, kurz nach Izecksohns Tod, wurde er von der Stadtverwaltung von Engenheiro Paulo de Frontin geehrt, als Brachycephalus didactylus zum Symboltier der Gemeinde gewählt wurde.
Unter den verschiedenen beschriebenen Froschlurcharten war Brachycephalus didactylus einer der Hauptgründe, die das Instituto Brasileiro do Meio Ambiente e dos Recursos Naturais Renováveis (IBAMA) veranlasste, im Jahr 1989 das Reserva Biológica do Tinguá auszuweisen. 1993 wurde es wegen seines Wasserpotenzials von der UNESCO zum Weltnaturerbe in der Kategorie Biosphärenreservat und auch von der IUCN zum strengen Naturreservat erklärt.
Izecksohna Forschungsschwerpunkt galt der Taxonomie und Systematik, wobei er nicht nur die Arten beschrieb, sondern auch die Osteologie, die Vokalisation, die Embryonalentwicklung, die Kaulquappen sowie die geographische Verbreitung. Er erstellte auch Artenlisten, einschließlich für gefährdete Arten.
Izecksohn schrieb für in- und ausländische Fachzeitschriften, darunter Alytes, Arquivos do Museu Nacional – Rio de Janeiro, Arquivos da Universidade Federal Rural do Rio de Janeiro, Boletim do Museu Nacional, Contribuições Avulsas sobre a História Natural do Brasil – Série Zoologia, Herpetologica, Papéis Avulsos de Zoologia - Museu de Zoologia USP, Revista Brasileira de Biologia, Revista Brasileira de Zoologia, Revista da Universidade Rural – Série Ciência e Vida und Zootaxa.
Zudem veröffentlichte er fünf Artikel über Froschlurche in der Zeitschrift Aquarium. Im Jahr 2001 schrieb er Os intanhas e os sapos de horns do Brasil, Uma perereca que comer frutos und Os amfíbios brasileiros que carregam ovos nas costas, im Jahr 2002 As pererecas brasileiras com capacete und im Jahr 2004 Sapinhos pigmaeus da serapileira da Mata Atlântica do Rio de Janeiro.
Er widmete sich auch der Insektenkunde, insbesondere dem Studium der Familie der Langkäfer (Brentidae), und beschrieb zwischen 1962 und 1963 vier Arten, die noch heute gültig sind. Im Juni 1986 machte er die Behörden auf das Auftreten der Asiatischen Tigermücke (Aedes albopictus), eines potenziellen Überträgers von Denguefieber, Gelbfieber und Enzephalitis, am Stadtrand von Itaguaí im Bundesstaat Rio de Janeiro aufmerksam.
Er interessierte sich sehr für kleine Insekten aus der Ordnung der Schnabelkerfe (Hemiptera) und legte eine kleine wissenschaftliche Sammlung mit mehreren Vertretern der Familie der Buckelzirpen (Membracidae) an. Diese überließ er noch zu Lebzeiten der zoologischen Abteilung des Biologischen Instituts der UFRJ.
Als Publizist hielt er Vorträge in Schulen, Seminaren, Zoologietagen an Universitäten, Forschertreffen in Nationalparks, Symposien und Kongressen zu Themen wie Neotropische Amphibien, Reproduktionsbiologie der Amphibien, die Naturgeschichte und aktuelle Situation der Sattelkröten und andere Themen.
Izecksohn war auch an der Schaffung des Reserva Biológica da Pedra Talhada bei Quebrangulo im Bundesstaat Alagoas beteiligt, wo er die seltene Froschart Dendropsophus studerae entdeckte, die in diesem Gebiet endemisch ist. Er kämpfte für die Erhaltung von Waldgebieten in der Region Baixada Fluminense, darunter den Floresta Nacional Mário Xavier in der Nähe der Gemeinde Seropédica, wo die Froschart Physalaemus soaresi endemisch ist. Dieses Gebiet war durch den Bau eines umstrittenen Autobahnbogens bedroht.
Aufgrund seiner Aktivitäten wurde er 1994 von der UFRRJ zum Professor Emeritus ernannt und auf verschiedenen Forschertagungen geehrt, darunter 1993 auf dem III. Lateinamerikanischen Kongress für Herpetologie, 2004 auf dem I. Brasilianischen Kongress für Herpetologie und im selben Jahr auf dem zweiten Treffen der Forscher des Nationalparks Serra dos Órgãos.
Nach seiner Pensionierung wurde er auf Einladung der Universitätsleitung als Forscher an das biologische Institut der Universidade Federal do Rio de Janeiro (UFRJ) berufen, wo er Studierende und Postgraduierte auf allen Ebenen betreute, auch bei Feldforschungen. In dieser Funktion beteiligte er sich an Forschungsarbeiten und an der Ausbildung mehrerer Forscher. Er war auch viele Jahre lang Fördermitglied des Conselho Nacional de Desenvolvimento Científico e Tecnológico (CNPq).
In Zusammenarbeit mit Sergio Potsch de Carvalho-e-Silva veröffentlichte Izecksohn im Jahr 2001 das Buch Anfíbios do município do Rio de Janeiro. Die beiden Wissenschaftler weisen darin die Existenz von nicht weniger als 69 Amphibienarten nach, darunter Frösche, Kröten, Schleichenlurche in den verbliebenen Wäldern und Sandbänken der Stadt.

### Eugênio-Izecksohn-Sammlung
Die Coleção Herpetológica Eugênio Izecksohn wurde 1950 als Kern einer Forschungslinie zur Froschsystematik und Naturgeschichte gegründet. Sie befindet sich in der Abteilung für Tierbiologie am Biologischen Institut der Universidade Federal Rural do Rio de Janeiro.
2007 beherbergte die Sammlung Material von 55 Froschlurcharten, darunter 32 namenstragende Typen. Insgesamt sind 1246 Primär- oder Sekundärtypen in der Sammlung. Aufgrund historischer Aspekte konzentrieren sich die meisten Proben auf den Südosten Brasiliens. 90 % des von den Mitarbeitern der Universidade Federal Rural do Rio de Janeiro hinterlegten Typenmaterials stammt aus den Bundesstaaten Rio de Janeiro und Espírito Santo. Die meisten Froschlurchfamilien der brasilianischen Fauna sind vertreten (d. h. Brachycephalidae, Bufonidae, Cycloramphidae, Hylidae, Hylodidae, Leptodactylidae, Leiuperidae, Microhylidae und Pipidae), die Familie der Laubfrösche macht jedoch 44 % der Arten aus.

## Dedikationsnamen
Nach Izecksohn sind die Froschlurcharten Aplastodiscus eugenioi (Carvalho‑e‑Silva & Carvalho‑e‑Silva, 2005), Bokermannohyla izecksohni (Jim & Caramaschi, 1979), Brachycephalus izecksohni Ribeiro, Alves, Haddad & Reis, 2005, Crossodactylodes izecksohni Peixoto, 1983, Cycloramphus izecksohni Heyer, 1983, Dendrophryniscus izecksohni Cruz, Caramaschi, Fusinatto & Brasileiro, 2019, Fritziana izecksohni Folly, Hepp & Carvalho-e-Silva, 2018, Iscnocnema izecksohni (Caramaschi & Kisteumacher, 1989), Proceratophrys izecksohni Dias, Amaro, Carvalho‑e‑Silva & Rodrigues, 2013 und Xenohyla eugenioi Caramaschi, 1998, die Zahnkärpflingsart Xenurolebias izecksohni (Cruz, 1983), das Izecksohn-Mausohr (Myotis izecksohni) Moratelli, Peracchi, Dias & Oliveira, 2011, die Fadenwurmart Pseudoproleptus izecksohni (Fabio, 1982) sowie die Weberknechtart Izecksohnopilio eugenioi Soares, 1977 benannt.

## Erstbeschreibungen von Eugênio Izecksohn
Amphibien
- Amazophrynella bokermanni (Izecksohn, 1994)
- Brachycephalus didactylus (Izecksohn, 1971)
- Brachycephalus margaritatus Pombal & Izecksohn, 2011
- Chiasmocleis atlantica Cruz, Caramaschi & Izecksohn, 1997
- Chiasmocleis capixaba Cruz, Caramaschi & Izecksohn, 1997
- Chiasmocleis carvalhoi Cruz, Caramaschi & Izecksohn, 1997
- Dendrophryniscus berthalutzae Izecksohn, 1994
- Dendrophryniscus carvalhoi Izecksohn, 1994
- Dendrophryniscus leucomystax Izecksohn, 1968
- Dendrophryniscus organensis Carvalho‑e‑Silva, Mongin, Izecksohn & Carvalho‑e‑Silva, 2010
- Dendrophryniscus stawiarskyi Izecksohn, 1994
- Dendropsophus studerae (Carvalho‑e‑Silva, Carvalho‑e‑Silva & Izecksohn, 2003)
- Euparkerella cochranae Izecksohn, 1988
- Euparkerella robusta Izecksohn, 1988
- Euparkerella tridactyla Izecksohn, 1988
- Gastrotheca megacephala Izecksohn, Carvalho‑e‑Silva & Izecksohn, 2009
- Leptodactylus marambaiae Izecksohn, 1976
- Megaelosia lutzae Izecksohn & Gouvêa, 1987
- Phrynomedusa marginata (Izecksohn & Cruz, 1976)
- Physalaemus soaresi Izecksohn, 1965
- Pipa arrabali Izecksohn, 1976
- Proceratophrys laticeps Izecksohn & Peixoto, 1981
- Proceratophrys paviotii Izecksohn Cruz, Prado & Peixoto, 2005
- Proceratophrys phyllostomus Izecksohn, Cruz & Peixoto, 1999
- Proceratophrys subguttata Izecksohn, Cruz & Peixoto, 1999
- Xenohyla truncata (Izeckson, 1959)
- Zachaenus carvalhoi Izecksohn, 1983

Insekten
- Ulocerus albiornatus Izecksohn, 1962
- Ulocerus fasciatus Izecksohn, 1963
- Ulocerus longirostris Izecksohn, 1963
- Ulocerus urocerophorus Izecksohn, 1963